# 川端龍子
川端 龍子（かわばた りゅうし、1885年〈明治18年〉6月6日 - 1966年〈昭和41年〉4月10日）は、日本画家、俳人。弟（異母弟）は『ホトトギス』の俳人川端茅舍（ぼうしゃ）であり、龍子も『ホトトギス』同人であった。本名は川端 昇太郎。

## 生涯

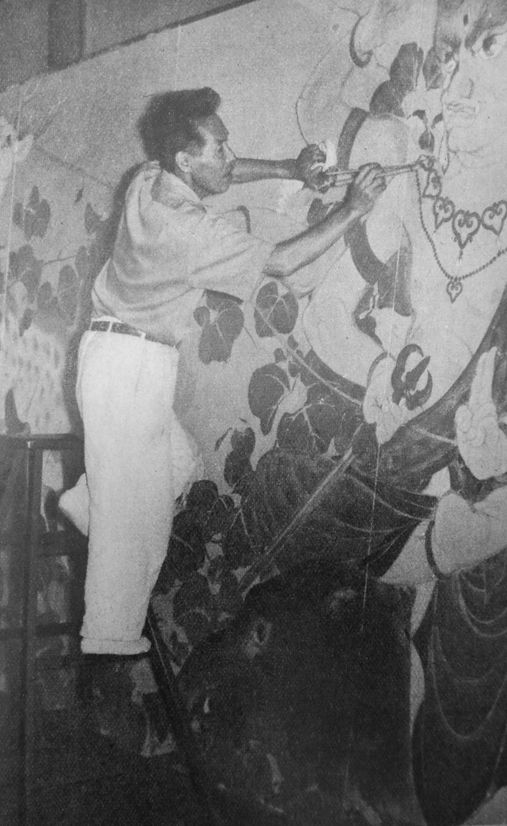
川端龍子（『アサヒグラフ』1948年9月15日号）

現在の和歌山県和歌山市で生まれる。幼少の頃、空に舞う色とりどりの鯉のぼりを見て、風にゆらめく圧倒的な鯉の躍動感に心引かれた龍子は、職人の下に通いつめると、その描き方を何度も真似をした。自分もこんな絵を描けるようになりたい、とこのとき思ったのが、画家龍子の原点であった。1895年（明治28年）、10歳の頃に家族とともに東京へ転居した。
城東高等小学校から東京府立第一中学校入学。一中分校から発展して東京府立第三中学校が設立されたことで三中に移籍。府立三中在学中の1903年（明治36年）に読売新聞社が『明治三十年画史』を一般募集した際に龍子は30作品を応募した。このうち『西南戦争の熊本城』と『軍艦富士の廻航』の2点が入選し40円（1点20円）の賞金を得た。これが本格的に画家を志すきっかけとなった。
画家としての龍子は、当初は白馬会絵画研究所および太平洋画会研究所に所属して洋画を描いていた。修善寺温泉で横山大観ら画家や俳人、歌人、文豪のパトロンになっていた新井旅館に籠って画作に励んで資金を蓄え1913年（大正2年）に渡米した。西洋画を学び、それで身を立てようと思っていたが、憧れの地アメリカで待っていたのは厳しい現実であった。日本人が描いた西洋画など誰も見向きもしない。西洋画への道に行き詰まりを感じていた。失意の中、立ち寄ったボストン美術館にて鎌倉時代の絵巻物の名作『平治物語絵巻』を見て感動したことがきっかけとなり、帰国後、日本画に転向した。
1915年（大正4年）、平福百穂らと「珊瑚会」を結成。同年、院展（再興日本美術院展）に初入選し、独学で日本画を習得した龍子は、4年という早さで1917年（大正6年）に近代日本画の巨匠横山大観率いる日本美術院同人となる。そして1921年（大正10年）に発表された作品『火生』は日本神話の英雄「ヤマトタケル」を描いた。赤い体を包むのは黄金の炎。命を宿したかのような動き、若き画家の野望がみなぎる、激しさに満ちた作品である。しかし、この絵が物議をかもした。当時の日本画壇では、個人が小さな空間で絵を鑑賞する「床の間芸術」と呼ばれるようなものが主流であった。繊細で優美な作品が持てはやされていた。龍子の激しい色使いと筆致は、粗暴で鑑賞に耐えないといわれた。
その後、1928年（昭和3年）には院展同人を辞し、翌1929年（昭和4年）には、「床の間芸術」と一線を画した「会場芸術」としての日本画を主張して「青龍社」を旗揚げして独自の道を歩んだ。縦1m85cm・幅8m38cmの大画面に展開する、鮮やかな群青の海と白い波との鮮烈なコンストラスト。激しくぶつかり合う水と水、波しぶき。壮大な水の世界を描いた『鳴門』は、当時の常識をくつがえす型破りな作品であった。その後も大作主義を標榜し、大画面の豪放な屏風画を得意とした。大正 - 昭和戦前の日本画壇においては異色の存在であった。
1931年（昭和6年）に朝日文化賞受賞。
1935年（昭和10年）、帝国美術院（帝国芸術院の前身）の改革に伴い会員、さらに1937年（昭和12年）には帝国芸術院会員となったが、1941年（昭和16年）に会員を辞任した。
1937年（昭和12年）に『潮騒』を発表。幅14mの超大作で、岸壁の海岸、深い海の青が浅くなるにつれ、透明度の高い緑に変化していく様子を鮮やかに描いている。この作品で龍子の筆致は大きく変わった。岩に激しくぶつかる水、そこには輪郭線がない。想像だけで描いた『鳴門』と比較すると繊細な波の動きがよりリアルに表現されていることが分かる。新たな水の表現を獲得した龍子であった。
1939年（昭和14年）、時世に応じて他の作家とともに陸軍美術協会に入会。戦争画を手掛けることとなった。1941年（昭和16年）に太平洋戦争勃発。自由に絵を描くことが許されない中で、龍子は作品を発表し続けた。1944年（昭和19年）の『水雷神』で、水にすむ神々が持ち上げているのは魚雷であり、暗く深い海の底、その水は重く濁っている。龍子はこの神々に命を投げ出し、突き進む特攻隊員の姿を重ねた。
龍子は戦前に長男と次女を亡くし、1941年（昭和16年）には弟の茅舎が病没。戦中は三男が戦地で亡くなり、1944年（昭和19年）7月17日に妻に先立たれた。重々しい色使いは龍子の心情の表れかも知れない。
終戦を翌々日に控えた1945年（昭和20年）8月13日には龍子の自宅も空襲に遭った。使用人2人が亡くなり、家屋のほか食糧難をしのぐため庭で育てていた野菜も被害を受けた。この後すぐ『爆弾散華』（2m49cm×1m88cm）を描き上げた。金箔や金色の砂子の背景にトマトが爆風でちぎれ飛ぶ様を描いたこの作品は、戦死者への追悼も込められているとみる解釈もある。また爆撃によりできた穴を「爆弾散華の池」として残した
第二次大戦後の1950年（昭和25年）、65歳になっていた龍子は妻と息子の供養のため、四国八十八ヵ所巡礼を始める。6年がかりで全札所を回り、各札所で淡彩のスケッチ（画家自らは「草描」と呼ぶ）を残した。これらは、札所で詠んだ俳句とともに画文集『四国遍路』として出版されている。
1958年（昭和33年）、皇居の装飾用絵画『富士に桜』を納める。御紋付きの木杯を賜る。
1959年（昭和34年）、文化勲章受章。没年の1966年（昭和41年）には、居宅に近い東京都大田区の池上本門寺大堂天井画として奉納すべく『龍』を描いたが未完のまま死去。墓所は、弟の茅舎とともに修善寺の裏手にある。渡米前に滞在した修善寺は気に入った場所で別荘も構え、その庭を描いた『龍子垣』という作品も残るほか、修善寺で苔むさせた東京の自宅に運ぶこともした。世話になった新井旅館の改装にも協力している。
後日、遺族の相談を受け龍子の遺作を実見した日本画家の奥村土牛は作品を激賞。奥村が画龍点睛して開眼の上、作品は大堂に奉納された。

## 龍子記念館

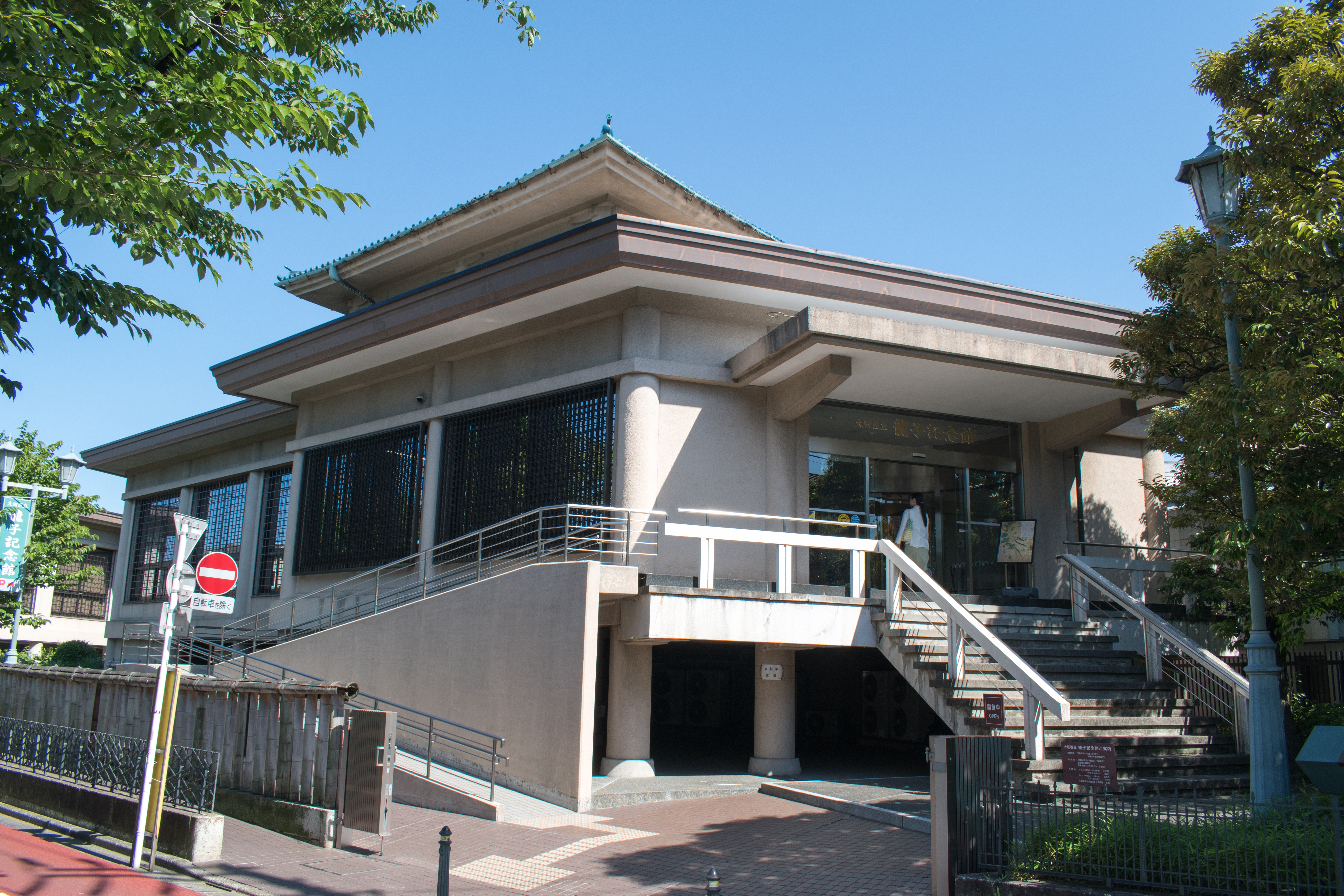
大田区立龍子記念館（中央4丁目）

1963年（昭和38年）には、喜寿を記念して、長年住んだ東京都大田区に龍子記念館を設立し、自作を展示した。館は、当初は社団法人青龍社が運営していたが、1990年（平成2年）、同法人の解散とともに土地建物と龍子の作品は大田区に寄贈され、1991年（平成3年）より大田区立龍子記念館が運営されている。館に隣接する龍子のアトリエと旧宅庭園も公開されている。
また、龍子は自邸内に持仏堂を建てて古仏を安置していたが、これらのうち重要文化財指定の（応保2年（1162年）銘・毘沙門天立像は遺族により東京国立博物館に寄贈されている。

## 作風
激しく流れる水の流れとほとばしる波しぶきによる龍子の描いた水は、巨大なエネルギーで観る者を圧倒した。昭和の動乱期、画壇を飛び出し、独自の芸術を切り開いた日本画家である。けたはずれの大画面、龍子は躍動する水の世界を描き続けた。その水は画家の心を写すかのように時代と共に色や形を変えていった。

## 代表作
| タイトル                 | 画像 | 制作年             | 所蔵先                             | 備考                                                                                 |  |
| ------------------------ | ---- | ------------------ | ---------------------------------- | ------------------------------------------------------------------------------------ |  |
| 『佳人好在』             |      | 1913年（大正2年）  | 京都国立近代美術館蔵               |                                                                                      |  |
| 『霊泉由来』             |      | 1916年（大正5年）  | 永青文庫蔵                         |                                                                                      |  |
| 『慈悲光礼讃（朝・夕）』 |      | 1918年（大正7年）  | 東京国立近代美術館蔵               |                                                                                      |  |
| 『安息』                 |      | 1919年（大正8年）  | 松岡美術館蔵                       |                                                                                      |  |
| 『土』                   |      | 1919年（大正8年）  | 大田区立龍子記念館蔵               |                                                                                      |  |
| 『芭蕉翁』               |      | 1923年（大正12年） | 和歌山県立近代美術館蔵             |                                                                                      |  |
| 『南山三白』             |      | 1928年（昭和3年）  | 三の丸尚蔵館蔵                     |                                                                                      |  |
| 『鳴門』                 |      | 1929年（昭和4年）  | 山種美術館蔵                       |                                                                                      |  |
| 『請雨曼荼羅』           |      | 1929年（昭和4年）  | 大田区立龍子記念館蔵               |                                                                                      |  |
| 『草炎』                 |      | 1930年（昭和5年）  | 東京国立近代美術館蔵               |                                                                                      |  |
| 『草の実』               |      | 1931年（昭和6年）  | 大田区立龍子記念館蔵               |                                                                                      |  |
| 『山葡萄』               |      | 1933年（昭和8年）  | 大田区立龍子記念館蔵               |                                                                                      |  |
| 『愛染』                 |      | 1934年（昭和9年）  | 足立美術館蔵                       |                                                                                      |  |
| 『香炉峰』               |      | 1939（昭和14）年   | 大田区立龍子記念館                 |                                                                                      |  |
| 『曲水図』               |      | 1941年（昭和16年） | 京都国立近代美術館蔵               |                                                                                      |  |
| 『怒る富士』             |      | 1944年（昭和19年） | 大田区立龍子記念館蔵               | 248.0×188.0cm                                                                        |  |
| 『洛陽攻略』             |      | 1944年（昭和19年） | 東京国立近代美術館蔵（無期限貸与） |                                                                                      |  |
| 『爆弾散華』             |      | 1945年（昭和20年） | 大田区立龍子記念館蔵               | 249.0×188.0cm                                                                        |  |
| 『雪月花・池心（月）』   |      | 1952年（昭和27年） |                                    |                                                                                      |  |
| 『千住大橋』             |      | 1955年（昭和30年） | 大田区立龍子記念館蔵               |                                                                                      |  |
| 『逆説・生々流転』       |      | 1959年（昭和34年） | 大田区立龍子記念館蔵               | 昭和33年の狩野川台風の惨事を取材し描かれた絵巻。横山大観『生々流転』へのオマージュ。 |  |
| 『孫悟空』               |      | 1962年（昭和37年） | 大田区立龍子記念館蔵               |                                                                                      |  |

### 戦争画について
1944年（昭和19年）に製作した『洛陽攻略』、『輸送船団海南島出発』については、戦後、GHQに軍事主義的であるとして他の作家の戦争画とともに没収された。その後、1970年（昭和45年）になって無期限貸与という形でアメリカ合衆国から一括返還。東京国立近代美術館に収蔵された。